# Pocco
Pocco (chiń. upr. 朋克汽车) – dawny chiński producent elektrycznych mikrosamochodów z siedzibą w Jiaxing działający w latach 2021–2022. Należał do chińskiego przedsiębiorstwa dealerskiego Kaixin Auto.

## Historia
Na początku 2021 roku chińskie przedsiębiorstwo Yujin ogłosiło wprowadzenie na rynek nowej marki elektrycznych mikrosamochodów Pocco, przedstawiając niewielkiego, 3-drzwiowego hatchbacka o nazwie Meimei. Sprzedaż pojazdu na wewnętrznym rynku chińskim rozpoczęła się w marcu, by dwa miesiące później zapowiedzieć debiut rynkowy kolejnego samochodu - tym razem większego, 5-drzwiowego hatchbacka Duoduo z zapowiedzianym początkiem sprzedaży na sierpień 2021.
Wcześniej, w lipcu 2021 Pocco Meimei stał się najszybciej sprzedającą na rynku chińskim ówczesną nowością rynkową, z ponad 3,3 tysiącem sztuk dostarczonych do nabywców w tym kraju. We wrześniu z kolei chiński gigant branży dealerów samochodów premium, Kaixin Auto, dokonał zakupu Pocco od firmy Yujin, dostrzegając w tej marce duży potencjał w związku z jej dobrymi wynikami sprzedażowymi na początku obecności rynkowej. Pomimo krótkiego stażu rynkowego i planów na dalszy rozwój, już w sierpniu 2022 firma zakończyła produkcję swoich samochodów i zniknęła z rynku.

## Modele samochodów

### Historyczne
- Meimei (2021–2022)
- Duoduo (2021–2022)